# Thomas Fuchs (cavalier)
Pour les articles homonymes, voir Fuchs et Thomas Fuchs.
Thomas Fuchs est un cavalier de saut d'obstacles suisse né le 10 novembre 1957 à Zurich. Il est le frère de Markus Fuchs et le père de Martin Fuchs, autres cavaliers de haut niveau suisse.

## Palmarès mondial
- 1988 : 7e en individuel et 7e par équipe aux Jeux olympiques d'été de 1988 à Séoul avec Dollar Girl.
- 1992 : 16e en individuel et 5e par équipe aux Jeux olympiques d'été de 1992 à Barcelone avec Dylano.
- 1994 : médaille de bronze par équipe aux Jeux équestres mondiaux de La Haye aux Pays-Bas avec Major AC Folien.

## Divers
- 1988 : Vainqueur du Grand Prix du Luxembourg